# معصران
معصران (به عربی: معصران) یک روستا در سوریه است که در ناحیه مرکزی معره‌النعمان واقع شده‌است. معصران ۸٬۳۳۴ نفر جمعیت دارد.